# Darby O'Gill e il re dei folletti
Darby O'Gill e il re dei folletti (Darby O'Gill and the Little People) è un film del 1959, prodotto da Walt Disney e diretto da Robert Stevenson e ispirato alle storie di H.T. Kavanagh.
La pellicola è stata distribuita negli Stati Uniti dalla Buena Vista Distribution il 26 giugno 1959.

## Trama
La storia è ambientata nell'Irlanda del XIX secolo. Darby O'Gill, anziano custode di una tenuta signorile, sta per perdere il posto di lavoro a causa della sua età. A sostituirlo arriva da Dublino il giovane e aitante Michael McBride. Il vecchio Darby è ossessionato dai folletti che abitano la collina vicina ed in particolare dal loro re Brian, che riuscirà a catturare con un ingegnoso stratagemma allo scopo di farsi esaudire tre desideri.
L'uomo sacrificherà però i suoi desideri per il bene della figlia Kathy e verrà salvato da morte certa dal re Brian, diventato intanto suo amico. Alla fine la bella ragazza e il giovane Michael si innamorano.

## Produzione
Il film fu girato negli studi di Hollywood, in Irlanda e anche a Burbank, in California, nel ranch personale di Walt Disney.
Robert Stevenson, già regista di alcuni episodi di Zorro, ha successivamente diretto altre produzioni Disney tra cui Mary Poppins e Pomi d'ottone e manici di scopa.

## Distribuzione italiana
Il film non è mai stato distribuito nel circuito cinematografico italiano, ma fu trasmesso in prima serata su Rai 1 il 21 aprile 1988 (il film era stato appositamente doppiato un anno prima). Nell'edizione italiana ci sono degli errori di traduzione: per esempio, "il Banshee" (che in realtà dovrebbe essere femminile) è usato anche per indicare il cocchiere del "cocchio della morte" (che dovrebbe essere il Dullahan).

## Accoglienza

### Critica
A. H. Weiler del New York Times ha elogiato il cast, ma ha descritto Connery come "semplicemente alto, cupo e bello" e ha definito il film un "intruglio straordinariamente affascinante di grandi storie gaeliche standard, fantasia e romanticismo". Variety ha definito il film un "gioioso fantasy gaelico" con "produzione accuratamente meticolosa" e "un gioiello" di una prestazione di Sharpe, sebbene Connery sia stato definito "artificiale" e "l'anello più debole nella direzione altrimenti distinta di Robert Stevenson". Charles Stinson del Los Angeles Times ha scritto: "Essendo un prodotto Disney, è un lavoro tecnicamente perfetto come si può avere; il Technicolor, le riprese, gli effetti speciali, la musica irlandese e tutto quanto è una ricca festa per gli occhi e l'orecchio di chiunque". Il Monthly Film Bulletin ha definito gli effetti speciali "rappresentati in modo brillante" ma ha sostenuto che "tutti i tentativi di fascino irlandese sembrano piuttosto sintetici, un'eccezione degna di nota è l'interpretazione di Jimmy O'Dea, che rende il personaggio di Re Brian il folletto più simpatico e seducente che sia mai apparso sullo schermo.
Leonard Maltin elogia il film nel suo libro The Disney Films, definendolo "non solo uno dei migliori film della Disney, ma è [anche] certamente una delle migliori fantasie mai rese in pellicola". In un articolo successivo ha incluso il lungometraggio in una lista degli eccezionali film Disney meno conosciuti.
Il film ha una valutazione del 100% su Rotten Tomatoes basata su 15 recensioni, con un voto medio di 7 su 10.
Munro ha vinto il Golden Globe per la migliore attrice debuttante nel 1960 per la sua interpretazione nel film.
La canzone My Pretty Irish Girl, cantata da Sean Connery e Janet Munro, vendette un gran numero di dischi solo nel 1959.